# Francesco Pesenti (pittore)

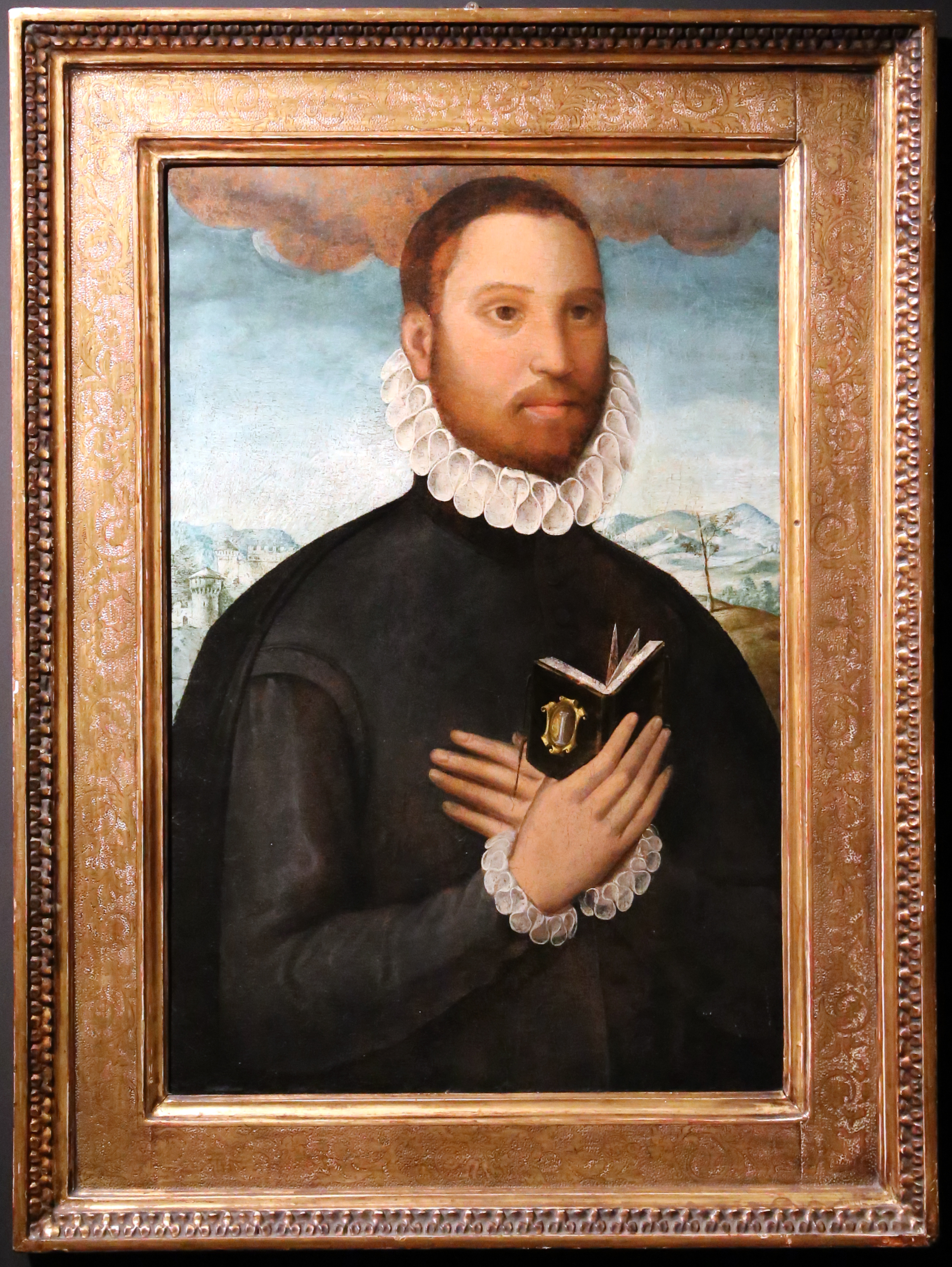
Ritratto del duca Vespasiano I Gonzaga

Francesco Pesenti, noto anche con lo pseudonimo di il Sabbioneta (Sabbioneta, 1515 – Cremona, 10 agosto 1563), è stato un pittore italiano.

## Biografia
Era figlio di Galeazzo, decoratore nel duomo di Cremona. Lavorò col fratello Vincenzo per diversi committenti di Cremona, tra cui gli affreschi della volta della chiesa di Sant'Agostino e provvide alla doratura della cassa dell'organo del duomo.
Morì a Cremona nel 1563 e fu sepolto nella chiesa di San Bartolomeo apostolo.